# Gradišče pri Lukovici
Gradišče pri Lukovici este o localitate din comuna Lukovica, Slovenia, cu o populație de 200 de locuitori.